# Шустерова, Ирена
Ирена Шустерова (урождённая — Ирена Троякова) (словац. Irena Schusterová; 12 ноября 1937, Бобров, Чехословакия — 24 мая 2008, Кошице, Словакия) — супруга президента Словакии Рудольфа Шустера. Первая леди Словакии (25 июня 1999 — 15 июня 2004).

## Биография
Из крестьян. Окончила среднюю медицинскую школу в Братиславе. Позже 33 года работала диетологом и медсестрой.
Во время учёбы в Братиславе познакомилась со своей будущим мужем Рудольфом Шустером, который работал там в Словацкой академии наук. Поженились в 1961 году. В 1962 году семья Шустеров переехала в Кошице, где они впоследствии прожили бо́льшую часть своей жизни.
На протяжении всей политической и дипломатической карьеры сопровождала мужа. Когда Шустер служил послом Чехословакии в Канаде с 1990 по 1992 год, она выполняла дипломатические и общественные обязанности, ожидаемые от супруги посла.
На посту первой леди учредила Фонд Ирены Шустеровой для помощи детям, страдающим врожденными пороками сердца. Её фонд собрал более 20 млн крон на финансирование новой детской кардиологической клиники в Братиславе.
Умерла от сердечного приступа.
Дети — Ингрид и Петер.